# 百變Boo!
百變Boo!是一個由英國Tell-Tale Productions and Qubo Originals。這部動畫的人物會陪伴大家玩一種類似捉迷藏的遊戲，對途中找到的特別事物作出介紹。而負責動畫旁白部分的是一位成人和數位小朋友。每當動畫到了結尾，一首遊戲歌便會響起，各集不同。歌曲主要都是70年代的Funk/RnB歌曲，有點像芝麻街。

## 主要角色
- Boo

一個梨形的橙髮拼湊品。他喜歡在世界各地各處躲起來，有時亦會因躲藏地而變更顏色和衣裝。
- Laughing Duck

一隻黃色的小鴨布娃娃，喜歡哈哈大笑。 
- Sleeping Bear

一隻棕色並喜愛睡眠的小熊，起來時會打一個大呵欠。在遇上Sleeping Bear後，旁白小朋友經常會說「Shhh... tippy-toe, tippy-toe」。 
- Growling Tiger

一隻親切和藹的小老虎布娃娃，有一對毛耳朵，遇上人時會大叫「Roar!」。在遇上Growling Tiger後，旁白小朋友經常會說"Run away! Run away!" 。

## 音樂列表
- Looking for the colours
- Counting Song
- Who's the odd one out?
- SNAP!
- Something's missing
- Can you guess?